# Marsypopetalum
Marsypopetalum is een geslacht uit de familie Annonaceae. De soorten uit het geslacht komen voor op het eiland Hainan en van in Indochina tot in West- en Centraal-Maleisië.

## Soorten
- Marsypopetalum littorale (Blume) B.Xue & R.M.K.Saunders
- Marsypopetalum lucidum (Merr.) B.Xue & R.M.K.Saunders
- Marsypopetalum modestum (Pierre) B.Xue & R.M.K.Saunders
- Marsypopetalum pallidum (Blume) Backer
- Marsypopetalum triste (Pierre) B.Xue & R.M.K.Saunders